# لینکن لاود
لینکن لاود تنها پسر از خانواده لاود است که با دوست خود به ماجراجویی می پردازد.

## جستار وابسته
خانه پر سروصدا